# Ammophila wahlbergi
Ammophila wahlbergi là một loài côn trùng cánh màng trong họ Sphecidae, thuộc chi Ammophila. Loài này được Dahlbom miêu tả khoa học đầu tiên năm 1845.